# Новоусманово (Бурзянский район)
Новоусма́ново (баш. Яңы Усман; неофиц. Тарауыл или Тарыуал) — деревня в Бурзянском районе Республики Башкортостан Российской Федерации. Входит в состав Байгазинского сельсовета.

## География
Деревня расположена на берегу реки Бетери, около горы Артылыш. В 5 км на юго-восток от села находится (баш. государственный природный зоологический заказник республиканского значения Асебар.

### Географическое положение
Расстояние до:
- районного центра (Старосубхангулово): 35 км,
- центра сельсовета (Байгазино): 14 км,
- ближайшей железнодорожной станции (Сибай): 128 км.

### Климат
Климат резко континентальный. Средняя температура июля составляет +16 °С, января составляет −17 °С. За год выпадает 650—700 мм осадков.

## История
Деревня основана атиковцами около 1786 г. В 1795 г. в ней было 13 дворов с 35 мужчинами и 33 женщинами. Находилась на территории, отошедшей по договору к Вознесенскому медеплавильному заводу на р. Иргизлы. В 1814 г. было 15 семей из д. Атиково, которые также переселились в новую деревню. В 1878 г. было 37 домов, где проживало 115 мужчин и 110 женщин.
Перепись 1920 г. показала две деревни: в Староусманове было 27 дворов с 162 жителями, в Новоусманове — 49 дворов, где проживало 262 человека. Высшую духовную должность ахуна в волости выполнял Аюп Тавадилов, прибывший сюда из д. Сибаево. Отметим несколько имен зачинателей известных сегодня фамилий. Это Утябай Абдрашитов, Урмантай Юлдашбаев, Тунгатар Иргалин, Ишкузя Илбулов, Илназар Бультрюков. Жители занимались главным образом скотоводством. На 34 двора приходилось лошадей — 155, коров — 101, овец — 22, коз — 27 голов. Как правило, у полукочевых жителей количество поголовья коров уступает поголовью лошадей. На 190 жителей деревни в 1842 г. было засеяно по 4 четверти (32 пуда) озимого и ярового хлеба.
Два жителя деревни Яхья Кинзебаев и Сапий Аккусюков — участники войны 1806—1807 гг. с Францией. Боевые действия четырёх башкирских полков в корпусе генерала М. И. Платова происходили на территории Пруссии и Польши. Об этом писали в своих книгах, вышедших в 1810 г. в Петербурге и Лондоне, донской казак П. Чуйкевич и английский офицер Роберт Вильсон. По словам второго, с неприятелем вели бои 1500 башкир «со стальными шлемами и одетые в кольчугу». Описывая сильную стычку с французской кавалерией, Р. Вильсон отмечал личную храбрость башкир, которые, прибыв в армию, сразу бросились на французов вместе с другими казаками вплавь через р. Аллер. Башкирские конники, стреляя из луков, «с большим эффектом атаковали отряды врага, захватив пленных». О результативном действии «бесшумного оружия» — стрел башкир можно найти немало материала в его книге. Описал он и такой интересный случай: «Французский офицер, раненный в бедро стрелой, вынул её, но был всерьез встревожен ложным представлением о стрелах, якобы отравленных, и под этим впечатлением провел ночь в ужасной тревоге и даже на следующее утро он не был разубежден в своем заблуждении». После заключения Тильзитского мира башкирские полки по возвращении в Оренбург были расформированы.
В освободительной войне 1812 г. против Наполеона участвовали в 15-м полку рядовые Яикбай Яныбаев и Ишмурза Утягулов, награждённые двумя серебряными медалями.

## Население
| 2002 | 2009 | 2010 |
| ---- | ---- | ---- |
| 390  | ↗479 | ↘414 |

Национальный состав
Преобладающая национальность — башкиры (100 %).

## Инфраструктура
Личное подсобное хозяйство с зоной сельскохозяйственного использования, индивидуальная застройка усадебного типа.
Основная школа (филиал МОБУ «СОШ с. Старосубхангулово») и МДОБУ «Детский сад д. Новоусманово».
Фельдшерско-акушерский пункт.
Сельский дом культуры, библиотека.

## Транспорт
Деревня доступна автотранспортом. Остановка общественного транспорта «Новоусманово».

## Религия
В 2010 году Кульсарин Шарифулла построил мечеть «Нур-Шариф».
В 2011 году открылась вторая мечеть «Халфетдин».